# Charles White (médecin)
Pour les articles homonymes, voir White et Charles White.
Charles White, né le 4 octobre 1728 et mort le 20 février 1813, est un médecin anglais et cofondateur de l'Infirmerie Royale de Manchester. White est un chirurgien compétent et innovant qui contribue significativement dans le domaine de l'obstétrique.

## Biographie
Né à Manchester le 4 octobre 1728 de Thomas White, chirurgien et maïeuticien, et de Rosamond, Charles White dès son enfance assiste son père dans sa pratique avant de se rendre à Londres pour étudier avec William Hunter. Il s'y noue une longue amitié avec John Hunter, son frère cadet. Après avoir complété ses études à Édimbourg, il revient au côté de son père à Manchester et devient un membre de la fameuse Société de littérature et philosophie de Manchester,.
En 1752, à l'âge de 24 ans, il fonde l'infirmerie de Manchester avec un industriel local, Joseph Bancroft[réf. souhaitée]. Il y sera chirurgien en chef pendant 38 ans. En 1757, il épouse Ann Bradshaw, fille de John Bradshaw un shériff du comté de Lancaster, et auront ensemble 8 enfants (Thomas, Ann, Charles, John, Charles, Eliza, Rosamond et Sarah) dont 2 décèderont dans l'enfance,.
En 1790, après une querelle avec l'administration de l'hôpital, il se retire avec tous ses collègues, dont son fils Thomas, et fonde un organisme de bienfaisance pour aider les femmes en couches, qui deviendra par la suite l'hôpital St. Mary, à Manchester. 
Pendant ce temps là, White dévoile son originalité dans une série de publications chirurgicales : dans ses premiers articles, il propose d'enlever l'extrémité des os fracturés lors de fractures déplacées. Il est ainsi le premier à ôter la tête humérale au lieu d'amputer le bras.
En 1762, à l'âge de 33 ans, il est élu membre de la Royal Society et membre de la Company of Surgeons.
Son travail le plus important est sans aucun doute son livre "Treatise on the management of pregnant and lying-in women, and the means of curing but more especially preventing the principal disorders to which they are liable ; together with new directions concerning the delivery of the child and placenta in natural births" publié en 1773 dans lequel il recommande aux femmes d'accoucher naturellement, et de ne pas intervenir avant que les épaules du nouveau-né soient sorties[réf. souhaitée]. Il sera édité 5 fois dans les 20 années suivantes et traduit en français et allemand, puis réimprimé en Amérique. Il révolutionna les pratiques d'obstétrique en apportant des observations encore pertinentes aujourd'hui. Parmi les plus importantes, sa contribution à la prévention de la fièvre puerpérale, 70-100 ans avant les travaux de Semmelweiz, Lister et Pasteur. Il comprit qu'elle était contagieuse et souligne l'importance d'une bonne hygiène, du drainage des lochies  et de l'antisepsie. Alors qu'une femme en couches sur 25 mourait de la maladie durant cette période, il affirma n'avoir perdu aucune mère de sepsis puerpéral.
En 1803, White soufra d'ophtalmie, qui le laissera aveugle en 1812. Puis, il mourut dans sa maison de campagne à Sale le 20 février 1813.

## Affaire de la momie de Manchester
Alors qu'il assistait à l'enterrement de John Beswick, en tant que médecin de famille, une des personnes présentes remarqua juste avant la fermeture du cercueil que les paupières du défunt clignotaient. White confirma que John Beswick était bien vivant et ce dernier revint à la conscience quelques jours plus tard et vécut de nombreuses années après.
Cet incident rendit la sœur de John, Hannah Beswick, terrifiée à l'idée d'être accidentellement enterrée vivante. Après sa mort en 1758, White la fit embaumer, bien qu'il a été suggéré que les instructions qu'elle lui avait données spécifiaient simplement que son corps devait rester sur terre tant qu'il ne fut pas certain qu'elle soit décédée. White garda ensuite le corps momifié d'Hannah dans une boîte, dans sa maison de Sale jusqu'à sa mort.
Après la mort du médecin en 1813, le corps momifié d'Hannah fut donné au Musée d'histoire naturel de Manchester où elle deviendra connue sous le nom de The Manchester Mummy. Par la suite, lorsque le musée transféra ses œuvres à l'université de Manchester en 1867, avec la permission de l'évêque de Manchester, Hannah fut enterrée dans une tombe anonyme dans le cimetière d'Harpurhey[réf. souhaitée].

## Polygénisme
Charles White était un partisan du polygénisme et d'une échelle des races humaines. Il écrivit notamment que les races non blanches étaient inférieures et plus proches de nos ancêtres primitifs de par la pigmentation de leur peau, et que les femmes ressemblaient aux races les plus noires du fait de la présence de zones hyperpigmentées sur leur corps (aréole des seins, organes génitaux, anus), particulièrement visible chez les femmes enceintes[réf. nécessaire].